# 조선사연구초
《조선사연구초》(朝鮮史硏究草)는 신채호가 저술한 역사책이다. 1924년 10월 13일부터 1925년 3월 16일까지 동아일보에 연재한 것을 1929년 조선도서주식회사에서 『조선사연구초』라는 제목으로 간행하였다. 총 6편의 논문이 수록되었으며 한국 역사 연구를 위한 방법론 문제와 관련하여 중요한 자료로 평가받고 있다.

## 내용
조선의 역사에 관련된 것으로 6편의 논문에 덧붙여 정인보와 홍명희의 서가 있다.
- 가, 「고사상이두문명사해석법(古史上吏讀文名詞解釋法)」 : 이두문 내의 명사를 제대로 해석하기 위한 논문
- 나, 「삼국사기중동서양자상환고증(三國史記中東西兩字相換考證)」 : 삼국사기 내 東西 두 글자가 바뀐 원인을 다룬 논문
- 다, 「삼국지동이열전교정(三國志東夷列傳校正)」 : 삼국지의 위지 동이열전의 오류를 바로잡은 논문
- 라, 「평양패수고(平壤浿水考)」 : 평양 패수라는 표현이 만주 해성현의 점우락임을 고증
- 마, 「전후삼한고(前後三韓考)」 : 고조선이 분할되어 성립된 전삼한과 후삼한을 역사적 실체로 정립하려는 시도
- 바, 「조선역사상일천년래제일대사건(朝鮮歷史上一千年來第一大事件)」 : 묘청의 난을 독자적인 관점으로 설명

## 같이 보기
- 조선상고사